# Myrmarachne panamensis
Myrmarachne panamensis là một loài nhện trong họ Salticidae.
Loài này thuộc chi Myrmarachne. Myrmarachne panamensis được María Elena Galiano miêu tả năm 1969.